# Poesoegroenoe
Poesoegroenoe, Pusugrunu of Psugrunu is een dorp aan de Boven-Saramaccarivier in het ressort Boven-Saramacca in het district Sipaliwini. In het dorp wonen marrons van het volk Matawai.
In Poesoegroenoe bevindt zich de bestuursdienst van het ressort Boven-Saramacca en een zorgcentrum van de Medische Zending. 
Hier worden pepers verbouwd die door de inwoners op de traditionele manier worden verwerkt tot poeder.

## Vervoer
Poesoegroenoe is over land te bereiken via een weg die Atjoni verbindt met Pokigron. 
Poesoegroenoe wordt bediend door de Poesoegroenoe Airstrip en vanaf Zorg en Hoop Airport in Paramaribo.
Via de Sarramaccarivier is het dorp te bereiken met korjalen. 
Bofe · Boslanti · Cabana · Heidoti · Kwattahede · Makajapingo · Mamadam · Misalibiekondre · Moetoetoetabriki · Nieuw-Jacobkondre · Oemakondre · Pakkapakka · Poesoegroenoe · Stonkoe · Villa Brazil